# Costești (Vâlcea)
Costeşti es una comuna ubicada en el distrito Vâlcea, Rumania.

## Superficie
Posee una superficie de 109,2 kilómetros cuadrados.

## Demografía
Hasta 2021 la población era de 2738 habitantes, con una densidad de población de 25,07 habitantes por kilómetro cuadrado.